# Rue Sainte-Anne-en-la-Cité
Rue Sainte-Anne-en-la-Cité var en gata på Île de la Cité i Quartier de la Cité i Paris. Enligt historikern Henri Sauval (1623–1676) var gatan uppkallad efter drottning Anna av Österrike. Rue Sainte-Anne-en-la-Cité började vid Rue Saint-Louis och slutade vid Cour de la Sainte-Chapelle. 
Gatan revs år 1883, då Palais de Justice restaurerades och tillbyggdes.

## Bilder
| - Sainte-Chapelle. Fotografi från cirka år 1860. - Palais de Justice. |

## Omgivningar
- Notre-Dame
- Sainte-Chapelle
- Saint-Barthélemy
- Saint-Éloi
- Saint-Michel-du-Palais
- Impasse de Nazareth
- Rue Saint-Barthélemy